# Brava!
Brava! es el décimo álbum de estudio de la cantante y bailarina mexicana Paulina Rubio, cuyo lanzamiento se realizó el 15 de noviembre de 2011 en Estados Unidos, México y otras partes de Latinoamérica y en fechas cercanas alrededor del mundo por el sello discográfico Universal Music Group. El álbum está conformado por diez canciones, las cuales el 70% de ellas son en castellano y el otro 30% son en inglés. En su mayoría, las canciones siguen un estilo dance-pop influenciadas de géneros contemporáneos como el electropop, el house, el dancehall y los géneros folclóricos que ha ido anexando a sus discos a lo largo de su carrera. Según la propia cantante, el título del álbum —Brava! — engloba la esencia de la producción musical y rinde un homenaje a las mujeres, así como una celebración a la vida que se denota principalmente en sus ritmos eclécticos y sus letras.
Para la producción del álbum, resaltaron las colaboraciones de reconocidos artistas internacionales como Miguel Mendoza del grupo venezolano Chino y Nacho, Taboo de la agrupación estadounidense Black Eyed Peas, su compatriota Espinoza Paz; así como el productor y compositor marroquí Nadir Khayat, más conocido como RedOne. Otros de los letristras y productores que respaldaron gran parte del álbum incluyen a los cantautores colombianos Alexander Casadiego y Julio Reyes. Con todo esto, para su producción ejecutiva estuvo a cargo la propia cantante, junto al productor colombiano Ándres Recio. 
Considerado por la revista Billboard como uno de los «11 regresos más esperados del 2011», Brava! recibió críticas mixtas por parte de los expertos de la música, logrando obtener solo 3 de 5 estrellas positivas, según el portal de Allmusic. Sin embargo, tras su lanzamiento debutó en el top en Estados Unidos, México y Colombia.[cita requerida] Su promoción también involucró el lanzamiento de sus dos sencillos: «Me gustas tanto» y «Me voy» a dueto con el cantante de música banda Espinoza Paz. De estos, el primero logró más éxito comercial, alzándose como el quinto sencillo número uno de la artista en el conteo Hot Latin Songs de la Revista Billboard de Estados Unidos. La promoción también abarcó las ediciones especiales del álbum: Brava! Reload y Bravísima. El primero fue lanzado el 24 de julio, un extended play reedición digital con 6 temas y 2 versiones remixes, mientras que el último, una edición especial en formato físico lanzado el 18 de septiembre, el cual contiene 13 temas y 4 de canciones versionadas. Ambos lanzamientos incluyen tres canciones es inglés inéditas, entre ellas el sencillo «Boys Will Be Boys», con el cual consolidó su éxito en España, donde certificó disco de oro.

## Antecedentes
Los primeros antecedentes sobre el décimo álbum de estudio de Paulina Rubio se dieron a conocer por la propia cantante en otoño del 2010, mientras se encontraba embarazada de su primer hijo y culminaba la promoción de la gira musical de su álbum Gran City Pop. Luego de dar a luz a al nacimiento de su hijo, a finales del año 2010, la cantante se centró en recuperar su figura para estar en condiciones e iniciar las grabaciones de su décimo álbum de estudio. Pese a esto, atravesó la muerte de su padre, Enrique Rubio, quien tras permanecer unos días en un hospital de la Ciudad de México, perdió la vida debido a una insuficiencia renal el 11 de enero de 2011. Con dicho ciclo caótico que la artista atravesaba, se sostuvo que el lanzamiento del álbum iba a demorar algunos meses más.

## Recepción

### Comercial
En México, el álbum debutó en la posición número 76, solamente en preventa. Oficialmente debutó en la posición número 5 de las listas de álbumes de México. Debutó en la posición número 3 de la lista Billboard Top Latin Albums y en el número 2 de la lista Latin Pop Albums. Brava! debutó en la posición número 26 de los más vendidos en España.
Después de un año, según Universal Music Digital Magazine Mexico, el álbum ha sido certificado disco de oro en México.

## Promoción

### Sencillos

#### «Me Gustas Tanto»
Como primer sencillo promocional de Brava! se publicó «Me Gustas Tanto», que incorpora ritmos tropicales dentro del dance latino. Su estreno estuvo programado para el 13 de septiembre de 2011, pero por decisiones de Universal Music se publicó el 6 de septiembre en formato digital. Ese día estuvo disponible exclusivamente en la tienda digital iTunes y Amazon.com. La canción logró posicionarse en la posición número dos de las canciones más vendidas de la lista Promusicae en España y se posicionó como número uno en las categoría de Hot Latin Songs de la revista Billboard.

#### «Me Voy»
Es el segundo sencillo oficial de Brava!, se estrenó oficialmente el 14 de febrero de 2012. Además tuvo muy buena recepción en Colombia y México.

### «Boys Will Be Boys»
El tercer sencillo fue «Boys Will Be Boys» y se publicó el 23 de marzo de 2012. El vídeo musical fue grabado en Inglaterra, se posicionó como número dos en España —donde certificó disco de oro por más de 20 000 copias—.

### «All Around The World»
Es sólo sencillo promocional que se desprende de 'Brava!' después de 'Boys Will Be Boys'. 
Es la canción oficial del Movimiento Zumba.

## Lista de canciones
- Edición estándar

| Brava! |                                            | |                                 |          |  |
| N.º    | Título                                     | Escritor(es)                                                                                              | Productor(es)                   | Duración |  |
| 1.     | «Me gustas tanto»                          | Paulina Rubio, Miguel Ignacio "Nacho" Mendoza, Andrés Recio                                               | RedOne                          | 3:40     |  |
| 2.     | «All Around the World»                     | RedOne, Anasol Escobar, Paulina Rubio, AJ Junior, Bilal "The Chef" Hajil, Jimmy Joker, Teddy Sky          | RedOne, Jimmy Joker & Teddy Sky | 3:47     |  |
| 3.     | «Cásate con tu mamá»                       | Paulina Rubio, Adriana Lucía                                                                              | The Wizard                      | 2:38     |  |
| 4.     | «Olvídate de mí»                           | Paulina Rubio, Casadiego                                                                                  | Casadiego                       | 2:53     |  |
| 5.     | «Sabes que te amo»                         | Paulina Rubio, Casadiego                                                                                  | Casadiego                       | 3:28     |  |
| 6.     | «Hoy me toca a mí» (Featuring Taboo)       | Anasol Escobar, Larry Hernández, Paulina Rubio, Taboo (Jaime Luis Gómez), Sebastian J. (Sebastián Jacome) | Sebastián Jacome                | 4:04     |  |
| 7.     | «Heat of the Night (El calor de la noche)» | Mister London and RedOne                                                                                  | Mister London                   | 3:17     |  |
| 8.     | «Me voy»                                   | Espinoza Paz, Paulina Rubio, Marcela De La Garza                                                          | Casadiego                       | 2:46     |  |
| 9.     | «Que estuvieras aquí»                      | Marcela De La Garza, Paulina Rubio                                                                        | Julio Reyes Copello             | 4:55     |  |
| 10.    | «Volvamos a empezar»                       | Anasol Escobar, Marcela De La Garza, Paulina Rubio                                                        | Julio Reyes Copello & Casadiego | 3:41     |  |

- Edición de ITunes

| Brava! (iTunes Version) |                                            |               |          |  |
| N.º                     | Título                                     | Productor(es) | Duración |  |
| 11.                     | «Me Gustas Tanto» (Remix Vein Electro-Hop) | RedOne & DVLP | 2:55     |  |

- ITunes Plus Album: Pre-Order Version

| Brava! (iTunes Version) |                                                              |               |          |  |
| N.º                     | Título                                                       | Productor(es) | Duración |  |
| 11.                     | «Me Gustas Tanto» (Remix Vein Electro-Hop)                   | RedOne & DVLP | 2:55     |  |
| 12.                     | «Me Gustas Tanto» (con Franco "El Gorila" Urban Dance Remix) | RedOne & DVLP | 4:08     |  |

- Brava! Reload EP

| Brava! Reload (EP) |                                           |          |  |
| N.º                | Título                                    | Duración |  |
| 1.                 | «Boys Will Be Boys»                       | 3:05     |  |
| 2.                 | «All Around The World»                    | 3:47     |  |
| 3.                 | «Heat Of The Night»                       | 3:17     |  |
| 4.                 | «Say The Word»                            | 4:14     |  |
| 5.                 | «Loud»                                    | 3:21     |  |
| 6.                 | «Me Gustas Tanto»                         | 3:40     |  |
| 7.                 | «Boys Will Be Boys» (Cahill Club Remix)   | 6:34     |  |
| 8.                 | «Boys Will Be Boys» (Patrolla Club Remix) | 7:06     |  |

- Bravísima!

| "Bravísima! (Reedición)" |                                                     |          |  |
| N.º                      | Título                                              | Duración |  |
| 1.                       | «Me Gustas Tanto»                                   | 4:42     |  |
| 2.                       | «All Around The World»                              | 3:46     |  |
| 3.                       | «Cásate Con Tu Mamá»                                | 2:38     |  |
| 4.                       | «Olvídate De Mí»                                    | 2:53     |  |
| 5.                       | «Sabes Que Te Amo»                                  | 3:27     |  |
| 6.                       | «Hoy Me Toca A Mí»                                  | 4:03     |  |
| 7.                       | «Heat Of The Night»                                 | 3:19     |  |
| 8.                       | «Me Voy»                                            | 2:48     |  |
| 9.                       | «Que Estuvieras Aquí»                               | 4:46     |  |
| 10.                      | «Volvamos A Empezar»                                | 3:42     |  |
| 11.                      | «Boys Will Be Boys»                                 | 3:05     |  |
| 12.                      | «Say The Word»                                      | 4:14     |  |
| 13.                      | «Loud»                                              | 3:21     |  |
| 14.                      | «Me Voy» (Versión Pop) (feat. Espinoza Paz)         | 3:01     |  |
| 15.                      | «Me Gustas Tanto» (3BallMTY Remix) (feat. 3BallMTY) | 3:50     |  |
| 16.                      | «Boys Will Be Boys» (Cahill Club Remix)             | 6:34     |  |
| 17.                      | «Boys Will Be Boys» (Patrolla Club Remix)           | 7:06     |  |

## Posicionamiento en listas

### Semanales
| España         | Spanish Albums Chart | 26 |
| México         | Mexican Albums Chart | 5  |
| Estados Unidos | Latin Pop Albums     | 2  |
| Estados Unidos | Top Latin Albums     | 3  |

### Anuales
| México         | Mexican Albums Chart | 96 |
| Estados Unidos | Top Latin Albums     | 39 |

## Historial de lanzamientos
| Región         | Fecha                   | Formato              | Edición  |
| -------------- | ----------------------- | -------------------- | -------- |
| México         | 15 de noviembre de 2011 | CD, descarga digital | Estándar |
| Estados Unidos | 15 de noviembre de 2011 | CD, descarga digital | Estándar |
| Colombia       | 15 de noviembre de 2011 | CD, descarga digital | Estándar |
| Venezuela      | 15 de noviembre de 2011 | CD, descarga digital | Estándar |
| Puerto Rico    | 15 de noviembre de 2011 | CD, descarga digital | Estándar |
| España         | 29 de noviembre de 2011 | CD, descarga digital | Estándar |
| Perú           | 29 de noviembre de 2011 | CD, descarga digital | Estándar |
| Chile          | 16 de diciembre de 2011 | CD, descarga digital | Estándar |
| Bolivia        | 29 de febrero de 2012   | CD, descarga digital | Estándar |
| Ecuador        | 29 de febrero de 2012   | CD, descarga digital | Estándar |

## Créditos
| Brava! |                        |                                 | |
| 1      | «Me Gustas Tanto»      | RedOne & DVLP                   | - Escritura: Paulina Rubio(Paulina Susana Rubio Dosamantes), Miguel Ignacio Mendoza "Nacho" & Andrés Recio - Guitarras acústicas y eléctricas: Jairo "Guitar Hero" Baron - Voces grabadas en: Ananda Studios (Miami) - Synths y teclados: DVLP - Ingeniero de mezcla: Phil Than - Asistente de ingeniero de mezcla: Damien Lewis                                                                          |
| 2      | «All Around The World» | RedOne, Jimmy Joker & Teddy Sky | - Escritura: RedOne (Nadir Khayat), Paulina Rubio (Paulina Susana Rubio Dosamantes), AJ Junior (Achraf Janussi), Bilal "The Chef" Haiji, Jimmy Joker & Teddy Sky - Synths y teclados: RedOne (Nadir Khayat), Jimmy Joker & Teddy Sky - Grabación e ingeniería: RedOne (Nadir Khayat), Trevor Muzzy & AJ Junior (Achraf Janussi) - Grabación en: PKO Studios (Madrid) - Ingeniería de mezcla: Trevor Muzzy |
| 3      | «Cásate Con Tu Mamá»   | "The Wizard"                    | - Escritura: Adriana Lucia & Paulina Rubio (Paulina Susana Rubio Dosamantes) - Synths, baterías, y teclados: "The Wizard" - Guitarras acústicas y eléctricas: Jairo "Guitar Hero" Baron - Bajo: Devon Bradshaw - Grabación e ingeniería: RedOne (Nadir Khayat), Trevor Muzzy & AJ Junior (Achraf Janussi) - Grabación en: Ananda Studios (Miami) - Ingeniería de mezcla: Phil Than                        |
| 4      | «Olvídate De Mí»       | Casadiego                       | - Escritura: Casadiego & Paulina Rubio (Paulina Susana Rubio Dosamantes) - Arreglos: Casadiego - Synths y teclados: Casadiego - Guitarras eléctricas: Elkin Quintero - Bajo: Casadiego - Acordeón: Álex González - Batería: Eduardo Garrido - Ingeniero de grabación: Casadiego - Grabación en: Casadiego Studios (Bogotá) - Voces grabadas en: Ananda Studios (Miami) - Ingeniería de mezcla: Phil Than  |
| 5      | «Sabes Que Te Amo»     | Casadiego                       | - Escritura: Casadiego & Paulina Rubio (Paulina Susana Rubio Dosamantes) - Arreglos: Casadiego - Synths, bajo, guitarra acústica, y piano: Casadiego - Guitarras eléctricas: Elkin Quintero - Batería: Eduardo Garrido - Ingeniero de grabación de voces: Enrique Larreal - Grabación en: Casadiego Studios (Bogotá) - Voces grabadas en: Ananda Studios (Miami) - Ingeniería de mezcla: Phil Than        |
| 6      | «Hoy Me Toca A Mí»     | Sebastian J. (Sebastián Jacome) | - Escritura: Larry Hernández, Paulina Rubio (Paulina Susana Rubio Dosamantes), Jaime Gómez "Taboo" & Sebastian J. (Sebastián Jacome) - Arreglos: - Synths y teclados: Sebastian J. (Sebastián Jacome) - Guitarras acústicas y eléctricas: Sebastian J. (Sebastián Jacome) - Batería acústica: Paul Gonzáles - Voces grabadas en: Ananda Studios (Miami) - Ingeniería de mezcla: Phil Than                 |